# Guy Tchingoma
Guy Tchingoma (3 januari 1986 - 9 februari 2008) was een Gabonees voetballer.
Tchingoma overleed op 9 februari 2008 tijdens de competitiewedstrijd van zijn club Footbal Canon 105 Libreville tegen USM Libreville. Tegen het einde van de wedstrijd was hij hard gebotst met een tegenstander. Hij stond op en speelde gewoon verder, maar net na het einde van de wedstrijd zakte hij in elkaar op het veld en overleed onderweg naar het ziekenhuis. Tchingoma werd 22 jaar en was international voor Gabon. Met zijn club werd hij in 2007 kampioen van Gabon.